# Програм за управљање датотекама
Програм за управљање датотекама је програм који има кориснички интерфејс дизајниран за рад са системима датотека.
Најчешће операције које се изводе над датотекама или групама датотека су: стварање, отварање, уређивање, приказ, штампање, преглед видео записа или репродукција звучних датотека, преименовање, копирање, брисање, претраживање, промена атрибута, својстава или дозвола. Датотеке се обично приказују у хијерархији. Неки програми садрже функције које се могу наћи у веб-прегледачима, као што су дугмад за кретање напред и назад.
Неки програми омогућавају мрежну повезаност преко комуникационих протокола, као што су FTP, NFS, SMB или WebDAV. То се постиже омогућавањем кориснику да претражује сервер датотека (повезивањем и приступом систему датотека сервера као локалног система датотека) или давањем потпуне имплементације клијента за протоколе сервера датотека.